# 255P/Levy
La Cometa Levy 2, formalmente 255P/Levy, è una cometa periodica del Sistema solare, appartenente alla famiglia delle comete gioviane e scoperta il 2 ottobre 2006 da David Levy, come un oggetto di magnitudine 10,5.
Poiché le ricerche di immagini di pre-scoperta hanno dato esito negativo nonostante le effemeridi indicassero che la cometa sarebbe potuta essere ripresa facilmente anche nelle settimane precedenti il 2 ottobre, si ritiene che la scoperta sia stata resa possibile dal verificarsi di una fase espansiva della chioma, denominata abitualmente outburst, nei giorni subito precedenti. La cometa è stata riscoperta il 17 dicembre 2011.
La minima distanza tra l'orbita della cometa e l'orbita della Terra (MOID) è di 0,024 UA. La cometa P/2006 T1 è quindi classificabile anche come un oggetto near-Earth. La cometa ha anche piccole MOID coi pianeti Giove, l'11 novembre 1960 i due oggetti si trovarono a 0,124 UA, e Venere, i due oggetti si troveranno a 0,147 UA il 1º novembre 2047.
L'astronomo tedesco Maik Meyer ha ipotizzato che la cometa possa essere identificata con la C/1743 C1: l'ipotesi è molto difficile da verificare in quanto la piccola MOID con Giove rende la sua attuale orbita soggetta a forti perturbazioni e conseguenti modifiche da parte di Giove tali da rendere aleatorio qualsiasi tentativo di correlazione tra le orbite delle due comete .
È stata avanzata l'ipotesi che la cometa potesse dare origine ad uno sciame meteorico che dovrebbe manifestarsi nella notte tra il 1º gennaio ed il 2 gennaio, col radiante posizionato nei pressi della stella ζ Cephei.